# (7574) 1989 WO1
1989 دابليو أو 1 (ويعرف أيضًا باسم (7574) 1989 دابليو أو 1 وفق تسمية الكوكب الصغير) (بالإنجليزية: 1989 WO1)‏ هو كويكب ضمن حزام الكويكبات؛ وترتيبه 7574 من حيث الاكتشاف.
اكتُشف هذا الجُرم الفلكي بواسطة Minoru Kizawa ‏ في 20 نوفمبر 1989.

## وصلات خارجية
- (7574) 1989 WO1 في قاعدة بيانات مختبر الدفع النفاث لأجرام النظام الشمسي الصغيرة

- الاكتشاف · مخطط المدار ·  العناصر المدارية · المعلمات المادية

- (7574) 1989 WO1 على موقع ويكي سكاي: DSS2, SDSS, GALEX, IRAS, Hydrogen α, X-Ray, Astrophoto, Sky Map, Articles and images